# Wereldkampioenschap matchplay 2011
Het Wereldkampioenschap Matchplay van 2011 wordt van 19-22 mei gespeeld, wederom op de Finca El Cortesin Club de Golf aan de Costa del Sol in Spanje.
Er doen dit jaar 24 spelers mee, dat is 8 meer dan in voorgaande jaren. Zij worden nu in acht groepen van drie spelers verdeeld en spelen eerst een 'round robin'. Dan spelen zestien spelers matchplay. De spelers mogen stoppen zodra duidelijk is wie gewonnen heeft, ze hoeven dus niet de achttien holes uit te spelen. De finale gaat niet meer over 36 holes maar over 18 holes. 
Bij de kwalificatie om mee te doen aan dit toernooi zal ook rekening worden gehouden met de nationaliteit van de spelers om een zo breed mogelijke belangstelling bij het publiek op te wekken. De laatste winnaar mag zijn titel komen verdedigen.
Het prijzengeld is gestegen van € 2.148.177 in 2009 naar € 3.400.000 in 2011, waarvan de winnaar € 800.000 krijgt. Alle spelers krijgen een deel van het prijzengeld.

## Spelers
De nummers 1,2 en 3 van de Official World Golf Ranking staan op de lijst: Lee Westwood, Martin Kaymer en Luke Donald. Dit is de eerste keer dat zij samen in Spanje optreden. Ook de vier huidige Major-winnaars komen: Louis Oosthuizen (Brits Open), Graeme McDowell (US Open), Martin Kaymer (PGA Championship) en Charl Schwartzel (de Masters). 
De 24 deelnemers  hebben 14 verschillende nationaliteiten. De jongste speler is de 19-jarige Noh, die in 2010 het Maleisisch Open won.

## Round Robin
Er zijn acht groepen van drie spelers ingedeeld, iedere speler speelt tegen de twee andere spelers in zijn groep. De winnaar van de partij krijgt 2 punten, de verliezer geen punt. Van iedere groep mogen twee spelers door naar de knock-out matchplay op zaterdag.
| Groep A: Seve Ballersteros | Groep A: Seve Ballersteros | Groep A: Seve Ballersteros | Totaal | Groep B: Mark McCormack | Groep B: Mark McCormack | Groep B: Mark McCormack | Totaal | Groep C: Arnold Palmer     | Groep C: Arnold Palmer     | Groep C: Arnold Palmer     | Totaal | Groep D: Ian Woosnam | Groep D: Ian Woosnam | Groep D: Ian Woosnam | Totaal |
| -------------------------- | -------------------------- | -------------------------- | ------ | ----------------------- | ----------------------- | ----------------------- | ------ | -------------------------- | -------------------------- | -------------------------- | ------ | -------------------- | -------------------- | -------------------- | ------ |
| Aaron Baddeley             | 2                          | 0                          | 2      | Luke Donald             | 2                       | 2                       | 4      | Martin Kaymer              | 2                          | 2                          | 4      | Graeme McDowell      | 2                    | 2                    | 4      |
| Anders Hansen              | 0                          | 0                          | 0      | Ross Fisher             | 2                       | 0                       | 2      | Seung-yul Noh              | 2                          | 0                          | 2      | Louis Oosthuizen     | 0                    | 0                    | 0      |
| Lee Westwood               | 2                          | 2                          | 4      | Ryan Moore              | 0                       | 0                       | 0      | Y E Yang                   | 0                          | 0                          | 0      | Jhonattan Vegas      | 2                    | 0                    | 2      |
| Groep E: Gustaf Larson     | Groep E: Gustaf Larson     | Groep E: Gustaf Larson     | Totaal | Groep F: Greg Norman    | Groep F: Greg Norman    | Groep F: Greg Norman    | Totaal | Groep G: Assar Gabrielsson | Groep G: Assar Gabrielsson | Groep G: Assar Gabrielsson | Totaal | Groep H: Gary Player | Groep H: Gary Player | Groep H: Gary Player | Totaal |
| Nicolas Colsaerts          | 2                          | 2                          | 4      | Paul Casey              | 0                       | 0                       | 0      | Johan Edfors               | 2                          | 0                          | 2      | Paul Lawrie          | 1                    | 0                    | 1      |
| Retief Goosen              | 0                          | 0                          | 0      | Søren Kjeldsen          | 0                       | 2                       | 2      | Miguel Á. Jiménez          | 2                          | 0                          | 2      | Francesco Molinari   | 1                    | 2                    | 3      |
| Rory McIlroy               | 2                          | 0                          | 2      | Alvaro Quiros           | 2                       | 2                       | 4      | Charl Schwartzel           | 0                          | 2                          | 2      | Ian Poulter          | 1                    | 1                    | 2      |

## Donderdag
| Match | Groep             | Speler             | Uitslag | Speler           |
| ----- | ----------------- | ------------------ | ------- | ---------------- |
| 1     | Gary Player       | Francesco Molinari | A / S   | Ian Poulter      |
| 2     | Assar Gabrielsson | Miguel A. Jiménez  | 6 & 5   | Charl Schwartzel |
| 3     | Greg Norman       | Alvaro Quiros      | 3 & 1   | Paul Casey       |
| 4     | Gustaf Larson     | Rory McIlroy       | 1 Up    | Retief Goosen    |
| 5     | Ian Woosnam       | Graeme McDowell    | 3 & 1   | Louis Oosthuizen |
| 6     | Arnold Palmer     | Martin Kaymer      | 2 & 1   | Y E Yang         |
| 7     | Mark McCormack    | Luke Donald        | 4 & 3   | Ryan Moore       |
| 8     | Seve Ballersteros | Lee Westwood       | 6 & 5   | Anders Hansen    |

## Vrijdag
Ochtendronde
| Match | Groep             | Speler            | Uitslag | Speler               |
| ----- | ----------------- | ----------------- | ------- | -------------------- |
| 9     | Gary Player       | Ian Poulter       | A / S   | Paul Lawrie          |
| 10    | Assar Gabrielsson | Johan Edfors      | 2 & 1   | Miguel Ángel Jiménez |
| 11    | Greg Norman       | Alvaro Quiros     | 5 & 4   | Søren Kjeldsen       |
| 12    | Gustaf Larson     | Nicolas Colsaerts | 1 Up    | Retief Goosen        |
| 13    | Ian Woosnam       | Jhonattan Vegas   | 1 Up    | Louis Oosthuizen     |
| 14    | Arnold Palmer     | Seung-yul Noh     | 2 & 1   | Y E Yang             |
| 15    | Mark McCormack    | Ross Fisher       | 1 Up    | Ryan Moore           |
| 16    | Seve Ballersteros | Aaron Baddeley    | 1 Up    | Anders Hansen        |

Bij de groepen A, B, C, D en E is nu duidelijk welke spelers afvallen. Al die groepen hebben een speler die na twee rondes nul punten heeft. Alvaro Quiros in groep F is ook verzekerd van een plaats. Voor groep G en H is nog niets zeker. Toevallig slaan zij 's middags als eersten af.
Middagronde
| Match | Groep             | Speler             | Uitslag | Speler          |
| ----- | ----------------- | ------------------ | ------- | --------------- |
| 17    | Gary Player       | Francesco Molinari | 3 & 2   | Paul Lawrie     |
| 18    | Assar Gabrielsson | Charl Schwartzel   | 5 & 4   | Johan Edfors    |
| 19    | Greg Norman       | Søren Kjeldsen     | 1 Up    | Paul Casey      |
| 20    | Gustaf Larson     | Nicolas Colsaerts  | 3 & 2   | Rory McIlroy    |
| 21    | Ian Woosnam       | Graeme McDowell    | 1 Up    | Jhonattan Vegas |
| 22    | Arnold Palmer     | Martin Kaymer      | 2 & 1   | Seung-yul Noh   |
| 23    | Mark McCormack    | Luke Donald        | 3 & 1   | Ross Fisher     |
| 24    | Seve Ballersteros | Lee Westwood       | 4 & 3   | Aaron Baddeley  |

Bij groep H was de uitslag na de middagronde duidelijk, Paul Lawrie had maar 1 punt en viel af.
Bij groep G hadden de drie spelers ieder een keer gewonnen en dus 2 punten. Er volgde een play-off om te bepalen welke speler moest afvallen. Jiménez maakte een bogey op de eerste hole en viel af. Edfors en Schwartzel moesten doorspelen om te bepalen wie groepswinnaar zou worden want dat bepaalt de startplaats voor zaterdag.

## Zaterdag
| Laatste 16                                                       | Laatste 16              | Laatste 16                                               |  | Laatste 8                     | Laatste 8  | Laatste 8                          |
| Winnaars                                                         | Uitslag                 | Verliezers                                               |  | Winnaars                      | Uitslag    | Verliezers                         |
| ---------------------------------------------------------------- | ----------------------- | -------------------------------------------------------- |  | ----------------------------- | ---------- | ---------------------------------- |
| Alvaro Quiros Martin Kaymer Charl Schwartzel Luke Donald         | 1 Up 3 & 2 1 Up hole 19 | Seung-yul Noh Søren Kjeldsen Ross Fisher Johan Edfors    |  | Martin Kaymer Luke Donald     | 2 Up       | Alvaro Quiros Charl Schwartzel     |
|                                                                  |                         |                                                          |  |                               |            |                                    |
| Nicolas Colsaerts Graeme McDowell Francesco Molinari Ian Poulter | 1 Up 3 & 2 3 & 2 1 Up   | Jhonattan Vegas Rory McIlroy Aaron Baddeley Lee Westwood |  | Nicolas Colsaerts Ian Poulter | 2 & 1 1 Up | Graeme McDowell Francesco Molinari |

Molinari stond na veertien holes 2Up  maar toen maakte Dyson twee birdies en stonden de spelers na hole 16 weer All Square.  Poulter maakte weer een birdie op hole 17. met 162 meter de kortste par-3 van de baan, en kwam toen voor te staan. De tweede slag van Molinati kwam in de bunker terecht maar toch maakte hij een birdie. Poulter maakte echter ook een birdie en won de partij met 1Up.
Door deze uitslag wordt het mogelijk dat Martin Kaymer of Luke Donald nummer 1 op de wereldranglijst wordt, als hij het toernooi wint.

## Zondag
| Laatste 4               | Laatste 4     | Laatste 4                       |  | Laatste 2   | Laatste 2 | Laatste 2   |
| Winnaars                | Uitslag       | Verliezers                      |  | Winnaar     | Uitslag   | Finalist    |
| ----------------------- | ------------- | ------------------------------- |  | ----------- | --------- | ----------- |
| Luke Donald Ian Poulter | 5 & 3 Hole 19 | Martin Kaymer Nicolas Colsaerts |  | Ian Poulter | 2 & 1     | Luke Donald |

De halve finale

De winnasr van de partij tussen Donald en Kaymer was al gauw duidelijk. De enige hole die Kaymer won was hole 5, een par 5 waar Donald een 7 maakte. De winst van de partij tussen Poulter en Colsaerts leek eerst naar de Belg te gaan, die na zeven holes 3 Up stond, maar daarna enkele bogeys maakte waardoor de stand na 16 holes weer gelijk stond. Op hole 17 maakten beiden een 2 op de par-3, dus de laatste hole, een par-5,  kon beslissend zijn. Beiden maakten een birdie en dus volgde er een play-off. De 19de hole werd door Poulter gewonnen, dus er komt een finale tussen twee Engelse spelers.
De finale

De finale bestaat uit 18 holes, niet meer uit 36 holes zoals voorheen. Er wordt niet meer, zoals in voorgaande jaren, om de 3de en 4de plaats gespeeld.

De spelers stonden om beurten voor, na hole 6 en hole 12 stonden ze weer All Square. Op hole 13 maakte Poulter een birdie en na nog een birdie op hole 16 stond hij 2 Up en 2 te gaan. Een par op hole 17 bezorgde hem de 11de  overwinning op de Europese Tour.
Poulter is de eerste speler die binnen twaalf maanden zowel de WGC - Matchplay en deze World Matchplay wint. Hij is de tiende speler die het toernooi wint in de eerste keer dat hij meedoet, na Arnold Palmer (1964), Tom Weiskopf (1972), Hale Irwin (1974), Isao Aoki (1978), Bill Rogers (1979), Greg Norman (1980), Ernie Els (1994), Paul Casey (2006) and Ross Fisher (2009).
Poulter heeft nu ruim € 15.000.000 verdiend op de Europese Tour, en staat nu op de vierde plaats van 'meest verdienende speler op de EUropese Tour' samen met Paul Casey en Howard Clark.